# Девід Кларк
Девід Дана «Дейв» Кларк (нар. 7 квітня 1944) — американський інформатик та піонер інтернету, який з середини 1970-х років займався інтернет-розробками. Нині він працює старшим науковим співробітником в лабораторії комп'ютерних наук та штучного інтелекту Массачусетського технологічного інституту (CSAIL).

## Навчання
Девід Кларк закінчив коледж Суортмор у 1966 році. А у 1968 році він здобув ступінь магістра й інженера у сфері електротехніки у Массачусетському технологічному інституті, де він працював над архітектурою вводу-виводу Multics під керівництвом Джері Зальцера. Він здобув ступінь доктора філософії (англ. Ph.D.) у сфері електротехніки у 1973 році в МТІ.

## Кар'єра
З 1981 по 1989 роки Девід Кларк виконував функції головного архітектора протоколів при розробці інтернету, а також очолював Раду з інтернет-діяльності, яка пізніше стала Радою з архітектури Інтернету. Він також обіймав посаду голови ради з комп'ютерних наук і телекомунікацій Національної дослідницької ради.

## Нагороди та досягнення
У 1990 році він був нагороджений премією SIGCOMM в знак визнання його великого внеску в протокол та архітектуру інтернету. У 1998 році Девід Кларк отримав медаль Річарда В. Геммінга.
У 2001 році його призначили членом Асоціації обчислювальної техніки. У 2001 році Д. Кларк також був нагороджений Телурідським технологічним фестивалем технології в Теллуріді, штат Колорадо. А в 2011 році отримав нагороду Internet & Society Lifetime Achievement Award від Oxford Internet Institute в Оксфордському університеті.
Серед його останніх дослідницьких інтересів, переважають, зокрема, як буде виглядати архітектура інтернету в епоху після персональних комп'ютерів, а також "розширення інтернету для підтримки трафіку в режимі реального часу, чіткий розподіл послуг, ціноутворення та пов'язані з ним економічні проблеми, а також питання політики застосування абоненської лінії".

## Вибрані публікації
- David D. Clark, «An Input/Output Architecture for Virtual Memory Computer Systems» [Архівовано 19 грудня 2016 у Wayback Machine.], Ph.D. dissertation, Project MAC Technical Report 117, January 1974
- L. W. McKnight, W. Lehr, David D. Clark (eds.), Internet Telephony, MIT Press, 2001, ISBN 0-262-13385-7
- David D. Clark, «The Design Philosophy of the DARPA Internet Protocols» [Архівовано 17 травня 2017 у Wayback Machine.], Computer Communications Review 18:4, August 1988, pp. 106–114
- R. Braden, David D. Clark, S. Shenker, and J. Wroclawski, «Developing a Next-Generation Internet Architecture» [Архівовано 15 квітня 2018 у Wayback Machine.], ISI white paper, 2000
- David D. Clark, K. Sollins, J. Wroclawski, R. Braden, «Tussle in Cyberspace: Defining Tomorrow's Internet» [Архівовано 5 липня 2017 у Wayback Machine.], Proceedings of SIGCOMM 2002, ACM Press, 2002
- David D. Clark, K. Sollins, J. Wroclawski, and T. Faber, «Addressing Reality: An Architectural Response to Real-World Demands on the Evolving Internet» [Архівовано 26 лютого 2019 у Wayback Machine.], ACM SIGGCOMM 2003 Workshops, Karlsruhe, August 2003